# Camouflage (альбом)
Camouflage — музичний альбом Рода Стюарта. Виданий 18 червня 1984 року лейблом Warner Bros. Records. Альбом відносять до напрямку рок, поп.

## Список пісень
1. «Infatuation» — 5:13
2. «All Right Now» — 4:41
3. «Some Guys Have All the Luck» — 4:33
4. «Can We Still Be Friends» — 3:46
5. «Bad For You» — 5:17
6. «Heart Is On the Line» — 4:02
7. «Camouflage» — 5:19
8. «Trouble» −4:42